# Arquitectura anglosajona

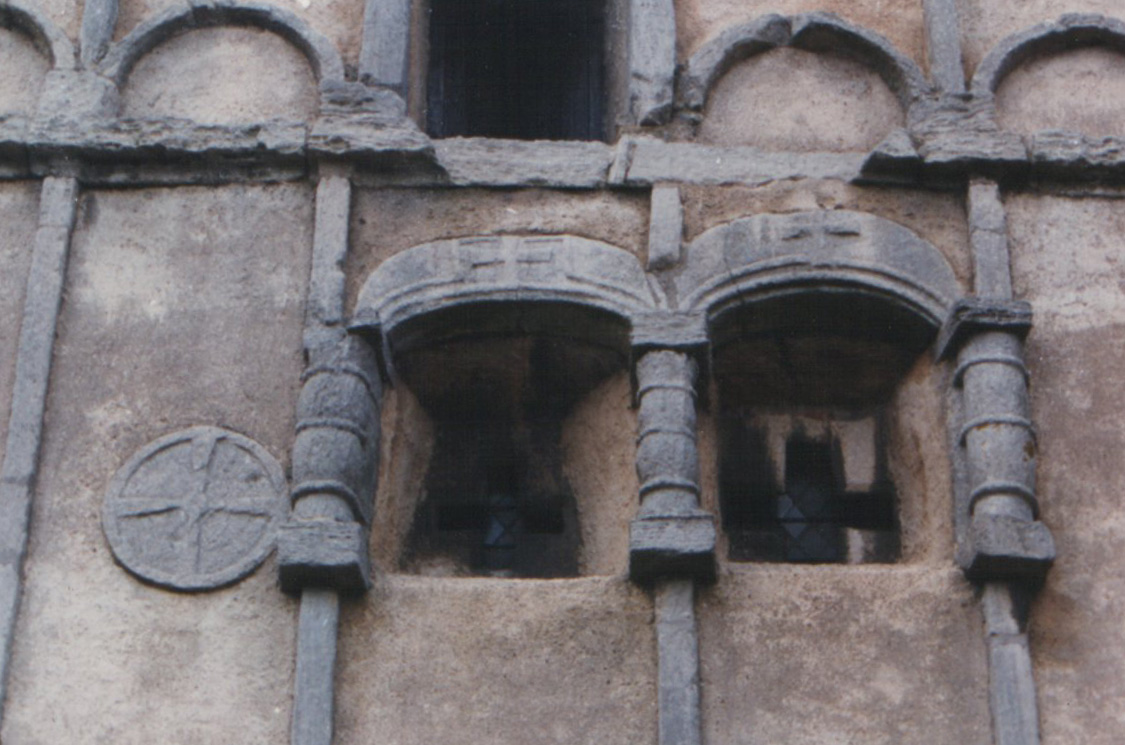
Pilastras y dinteles anglosajones esculpidos, iglesia de Earls Barton, en Northamptonshire

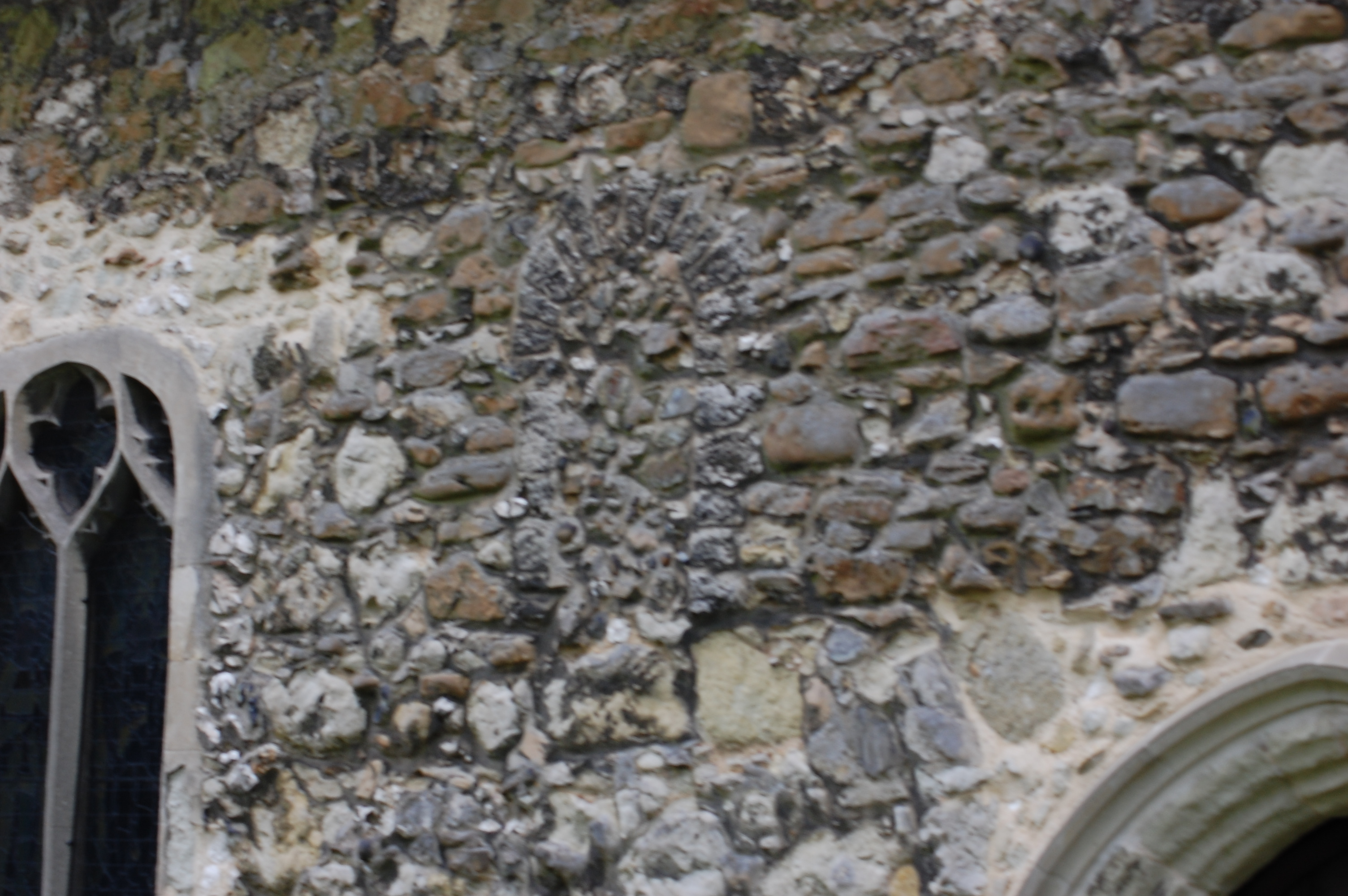
Vano anglosajón de medio punto de la iglesia deFobbing

La arquitectura sajona en Inglaterra o anglosajona se refiere a un período en la historia de la arquitectura en Inglaterra, y en una parte del País de Gales,  que se extiende desde la segunda mitad del siglo V hasta la conquista normanda (1066).
Si los edificios profanos anglosajones estaban generalmente hechos de una simple carpintería y cubiertos con paja (no subsiste ningún ejemplo unánimemente aceptado), los muchos vestigios de iglesias del período sajón indicarían que fueron construidas con más frecuencia en piedra (con la excepción de la iglesia de madera de Greensted). Al menos cincuenta iglesias de la época tienen motivos indudablemente anglosajones, aunque en algunos casos esos motivos sean de importancia menor en vista del tamaño del edificio, y que además han llegado muy alterados. A veces revelan indicios de reutilización de edificaciones de la época romana.
La arquitectura de los edificios religiosos anglosajones, inicialmente de inspiración céltica, luego influenciada por las basílicas paleocristianas, termina caracterizándose por sus pilastras con bandas, arcadas ciegas, sus balaustres y sus huecos con arcos apuntados triangulares. Durante las últimas décadas del reino anglosajón, un estilo románico proveniente del continente le dio una mayor unidad: se ven vestigios en las portadas de la abadía de Westminster construidas después de 1050, donde ya se muestra la influencia normanda. En décadas recientes, los historiadores de la arquitectura han cuestionado la conexión de los motivos románicos no documentados con el período normando. A pesar del uso antiguo, ya no se recomienda llamar «sajones» a los artefactos o edificios anglosajones posteriores a la colonización inicial de Gran Bretaña.
Las primeras construcciones anglosajonas de Gran Bretaña estaban generalmente desnudas, hechas de una carpinría con  techo de paja. Desdeñando las antiguas ciudades romanas, los anglosajones establecieron aldeas de granjas, cerca de los vados fluviales o en puertos fluviales. En cada aldea, una sala común provista de una chimenea, ocupaba el centro de la aglomeración.

## Contexto histórico

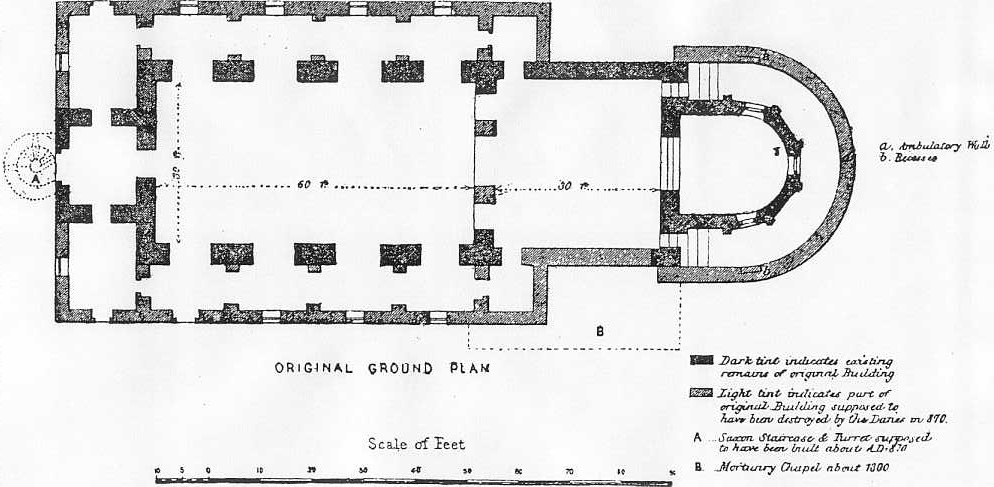
Recreación de la Basílica de Brixworth

La decadencia política de la provincia romana de Britania al comienzo del siglo V favoreció, según Beda el Venerable, la llegada de invasores llegados de Frisia, incluidos los anglos y los sajones.
Estos pueblos practicaban un culto pagano, del cual se ve la expresión en las representaciones del Hombre verde en las capiteles de las iglesias de este período; pero su evangelización fue iniciada. Fue, además, un brito-romano, Patricio, quien convirtió la isla de Irlanda, desde donde llegó la evangelización de la Escocia occidental. Pero la arquitectura estuvo inicialmente influenciada por el monasticismo copto.
Hoy se pueden ver las manifestaciones en las bóvedas de piedra seca en jarjamento  del oratorio de Gallarus y de los oratorios de Dingle y de Illauntannig, en Irlanda. De nuevo, gracias al trabajo de los misioneros, el cristianismo celta y el arte céltico pasaron a Inglaterra. En 635 establecieron una misión en la isla en Lindisfarne, en Northumbria, donde san Aidan fundó más tarde un monasterio.
En 597, otra misión, la de Agustín, salió de Roma para convertir a los anglosajones del sur de Gran Bretaña: consagró la primera catedral del país en Canterbury y estableció allí un monasterio benedictino. Esas iglesias comportaban una nave y capillas laterales.
En 664, se celebró un primer sínodo en la abadía de Whitby, Yorkshire, y los dignatarios llegados del cristianismo celta y los de la Iglesia romana se unieron para formar la Iglesia de Inglaterra. Se construyeron nuevas iglesias, esta vez del tamaño de basílicas, por ejemplo en Brixworth.
Bajo los reyes anglosajones, las poblaciones brito-romanas del País de Gales, de Domnonée y de Cumbria, caracterizadas por tradiciones lingüísticas, litúrgicas y arquitectónicas dispares, no ajenas a las culturas de Irlanda y de Bretaña, conocieron al principio una gran autonomía, aliándose ocasionalmente con los invasores vikingos. Pero los siglos de dominio inglés finalmente dieron al país una cierta unidad. Fueron elevados entonces edificios de piedra o de carpintería con una planta circular (más que rectangulares), así como cruces celtas talladas, fuentes sagradas y la recolonización de las aldeas de la Edad del Hierro y del período romano, desde motas como el castillo de Cadbury, de fortalezas como el castillo de Tintagel y los fuertes circulares; estos ringforts caracterizaron, en el sudoeste de Inglaterra, el período post-romano hasta el siglo VIII. Hay extensiones independientes posteriores al País de Gales en las villas de Caerleon y Carmarthen.

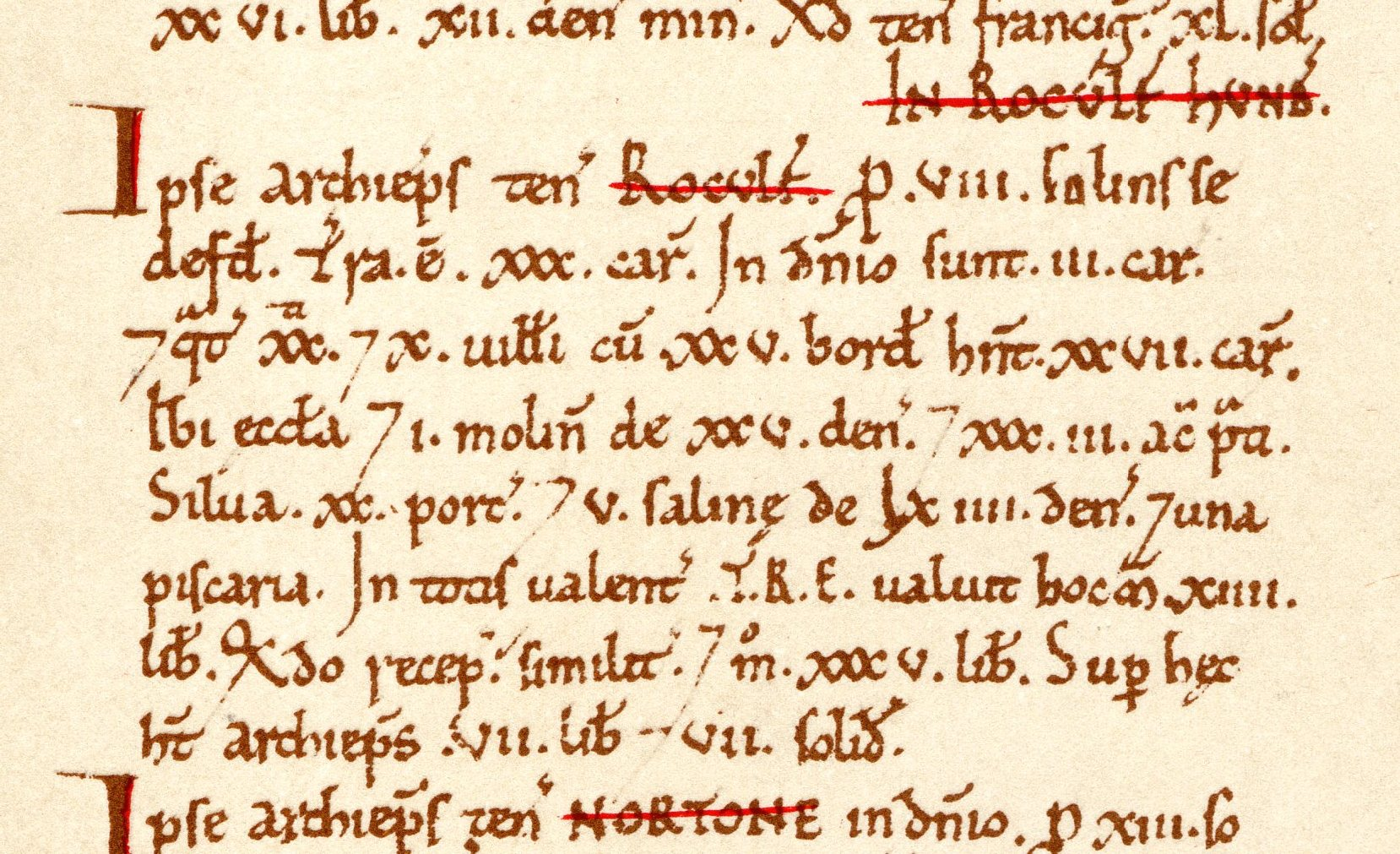
Un pasaje del Domesday Book: en la iglesia de Reculver (Kent, ahora desaparecida), que data del, una bóveda triple separaba la nave del ábside

Las incursiones vikingas (que se remontan al saqueo de Lindisfarne en 793) marcaron el comienzo de un período de destrucción en el que desaparecieron muchos edificios de la Inglaterra anglosajona. Era necesario reconstruir las catedrales, y la amenaza de la invasión pesaba inevitablemente en la arquitectura. A partir del reinado de Alfredo el Grande (r. 871-899), las localidades anglosajonas (burhs) se fortificaron sistemáticamente: todavía se pueden ver los glacis y los fosos defensivos de esa época, por ejemplo en Oxford, donde un donjon de piedra del siglo XI, la iglesia Saint-Michel de la puerta Norte, ocupa una posición avanzada hacia afuera de la antigua puerta fortificada. La construcción de campanarios en lugar del nártex basilical, o porche oeste, fue una tendencia de la arquitectura sajona tardía.

## Desarrollo de la arquitectura religiosa

### Los inicios
Los edificios anglosajones más antiguos no son mucho más antiguos que el siglo VII. En ese momento, la arquitectura del norte de Inglaterra, caracterizada por construcciones estrechas con cancelas cuadradas, difería notablemente de la del sur, donde las iglesias se copiaban según el modelo de Agustín, con el ábside separado de la nave por una bóveda triple (por ejemplo, en Reculver). La abadía de Old Minster, en Winchester, es una excepción. El ejemplo más exitoso de la iglesia del norte de Inglaterra fue el de Escomb; pero en el sur de Inglaterra, no queda ninguna iglesia con ábside del siglo VII, y en Bradwell-on-Sea, solo ha sobrevivido  la nave.
- Iglesia de Todos los Santos de Brixworth, en Northamptonshire
- La iglesia de San Martín de Canterbury (con su nave del siglo VII, de la que algunas partes pueden ser incluso anteriores)
- Old Minster, Winchester (648) (solo la traza, materializada par upor un pavimento de ladrillos, es todavía visible).
- Iglesia Saint Pierre-des-Murs de Bradwell-on-Sea, en Essex (ca. 654, construida en el sitio de un fuerte romano, con reutilización de materiales de construcción[7])
- La cripta de la catedral de Ripon (ca. 670)
- La cripta de la abadía de Hexham (674)
- El priorato de Monkwearmouth-Jarrow, en Northumberland (ca. 675)
- Iglesia de Escomb, en el condado de Durham (ca. 680)

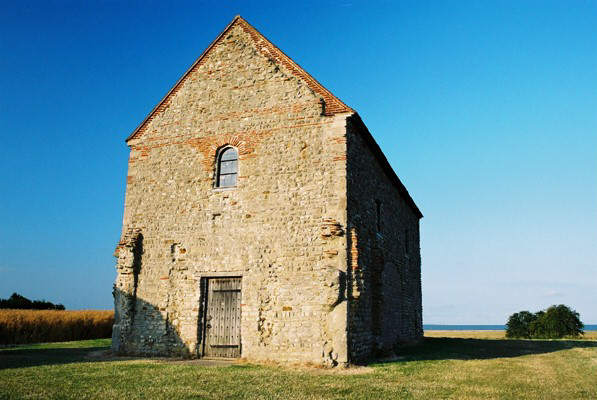
La iglesia Saint-Pierre-des-Murs de Bradwell
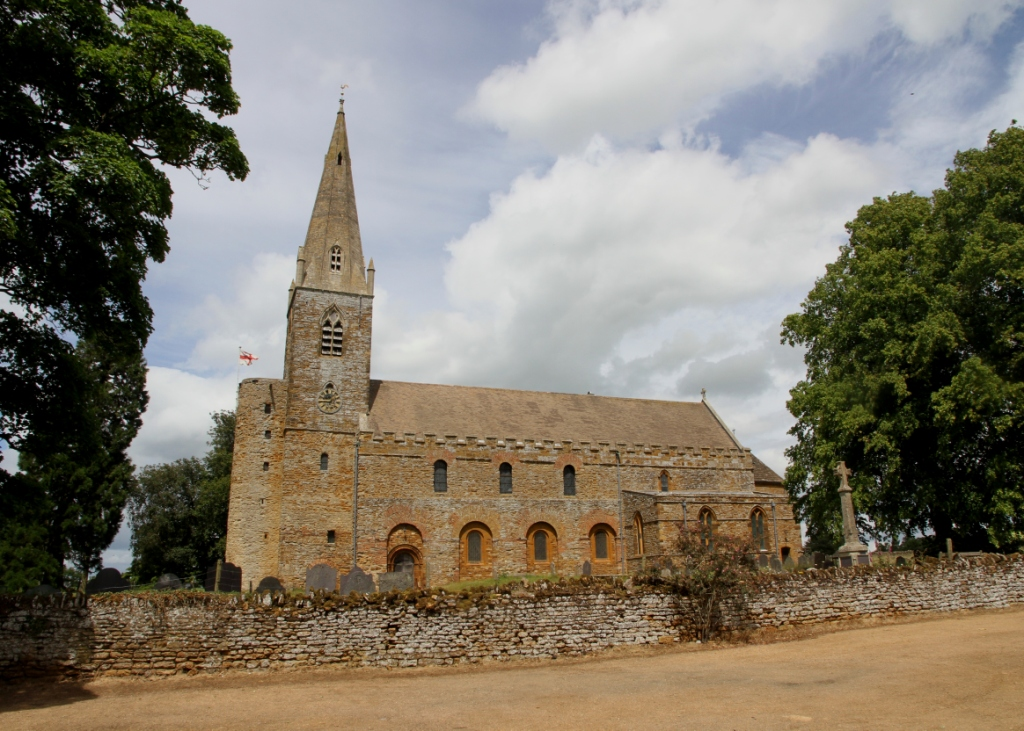
Iglesia de Todos los Santos de Brixworth, Northamptonshire
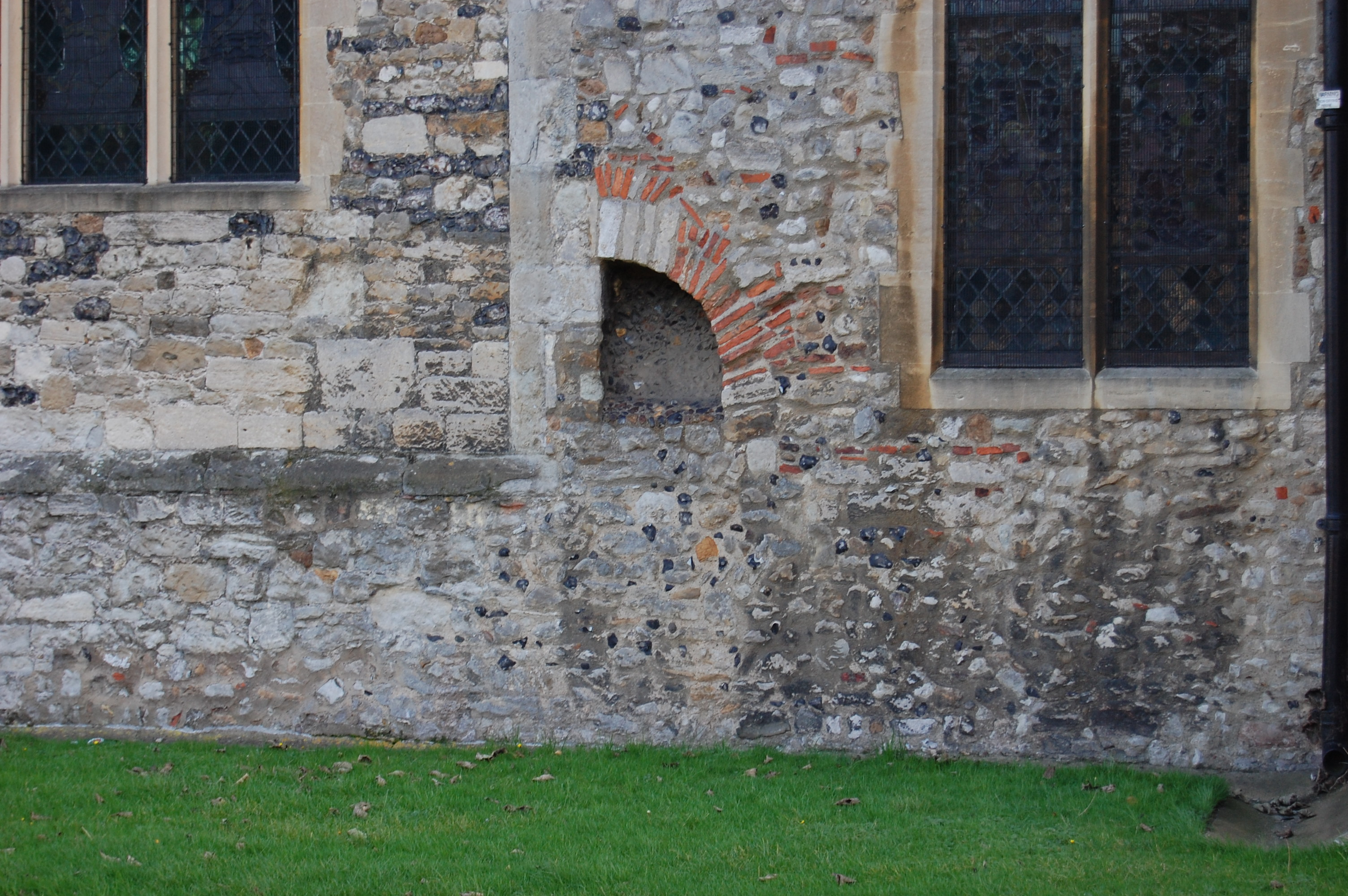
Bóveda de  cañón del siglo VII en la iglesia de Prittlewell
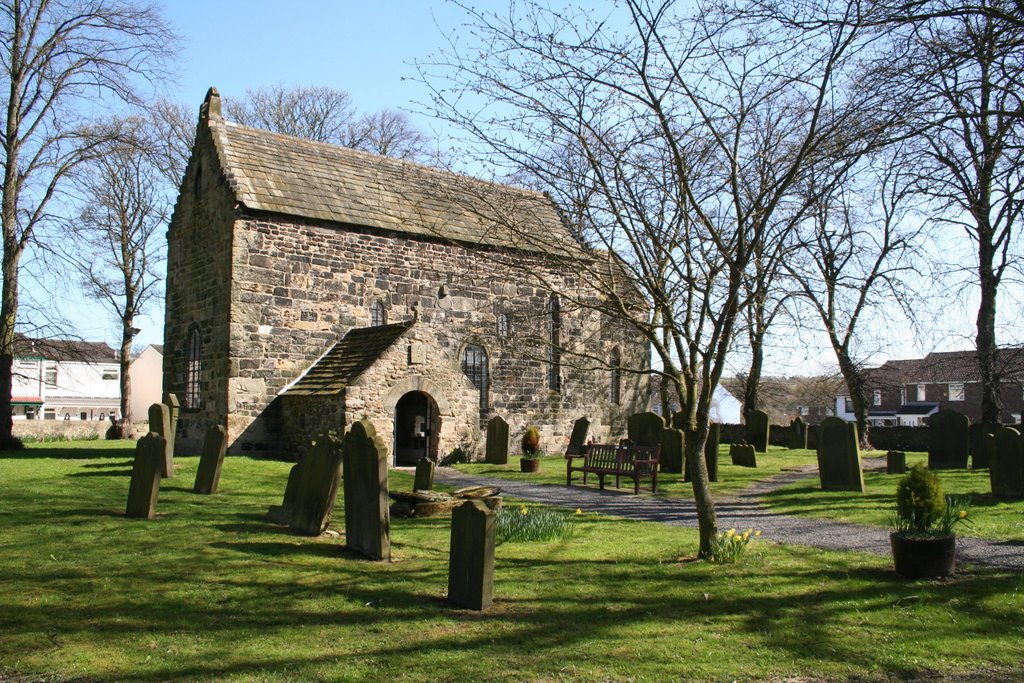
La iglesia de Escomb

### Del sigloVIIIalX

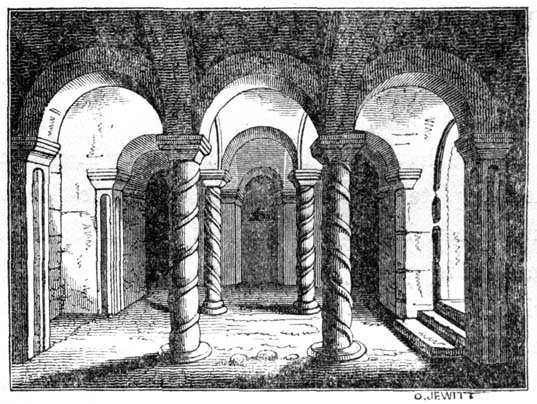
Grabado de la cripta de Repton donde reposan varios reyes de Mercia

Pocos edificios datan de los siglos  VIII y IX, debido a las incesantes incursiones vikingas. La evolución de la planta y la ornamentación pueden haber sido influenciadas por el Renacimiento carolingio en el continente, donde había un deseo activo de revivir la arquitectura romana.
- iglesia Saint-Wystan de Repton, en Derbyshire (cripta ca. de 750, las paredes del coro se remontan al siglo IX)
- priorato Sainte-Marie de Deerhurst, en Gloucestershire (ca. 930)
- Iglesia de Todos los Santos, Earls Barton, en Northamptonshire
- Iglesia Santa Helena de Skipwith, en Yorkshire del Norte (campanario de alrededor de 960)
- Iglesia St Peter de Barton-upon-Humber, en Lincolnshire del Norte (campanario de alrededor de  970, el baptisterio probablemente se remonta al siglo IX)
- Iglesia St Laurence de Bradford-on-Avon, en Wiltshire

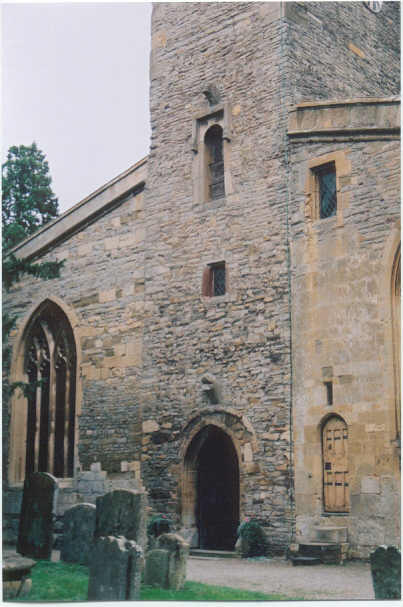
Detalle del campanario del priorato Sainte-Marie de Deerhurst
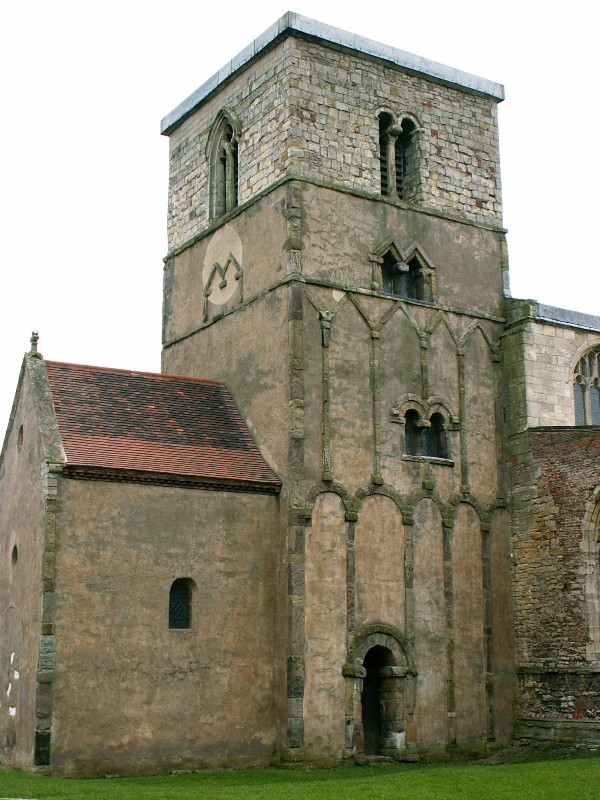
Huecos en arco apuntado  del campanario de la iglesia St Peter de Barton-upon-Humber
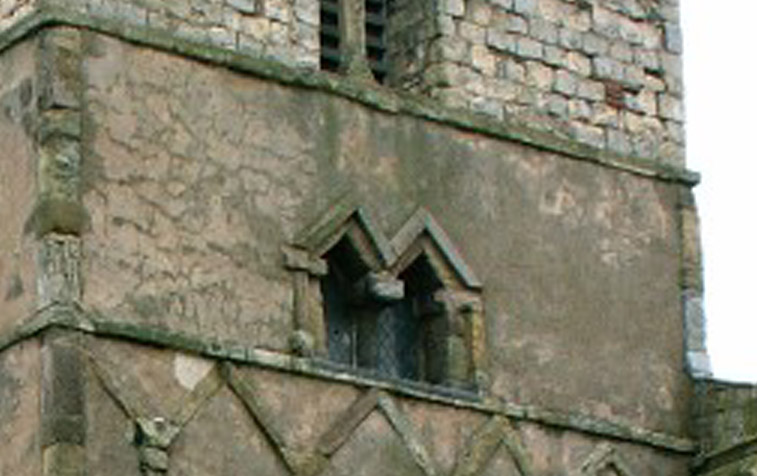
Ventanas geminadas triangulares en la torre de St Peter's Church, Barton-upon-Humber
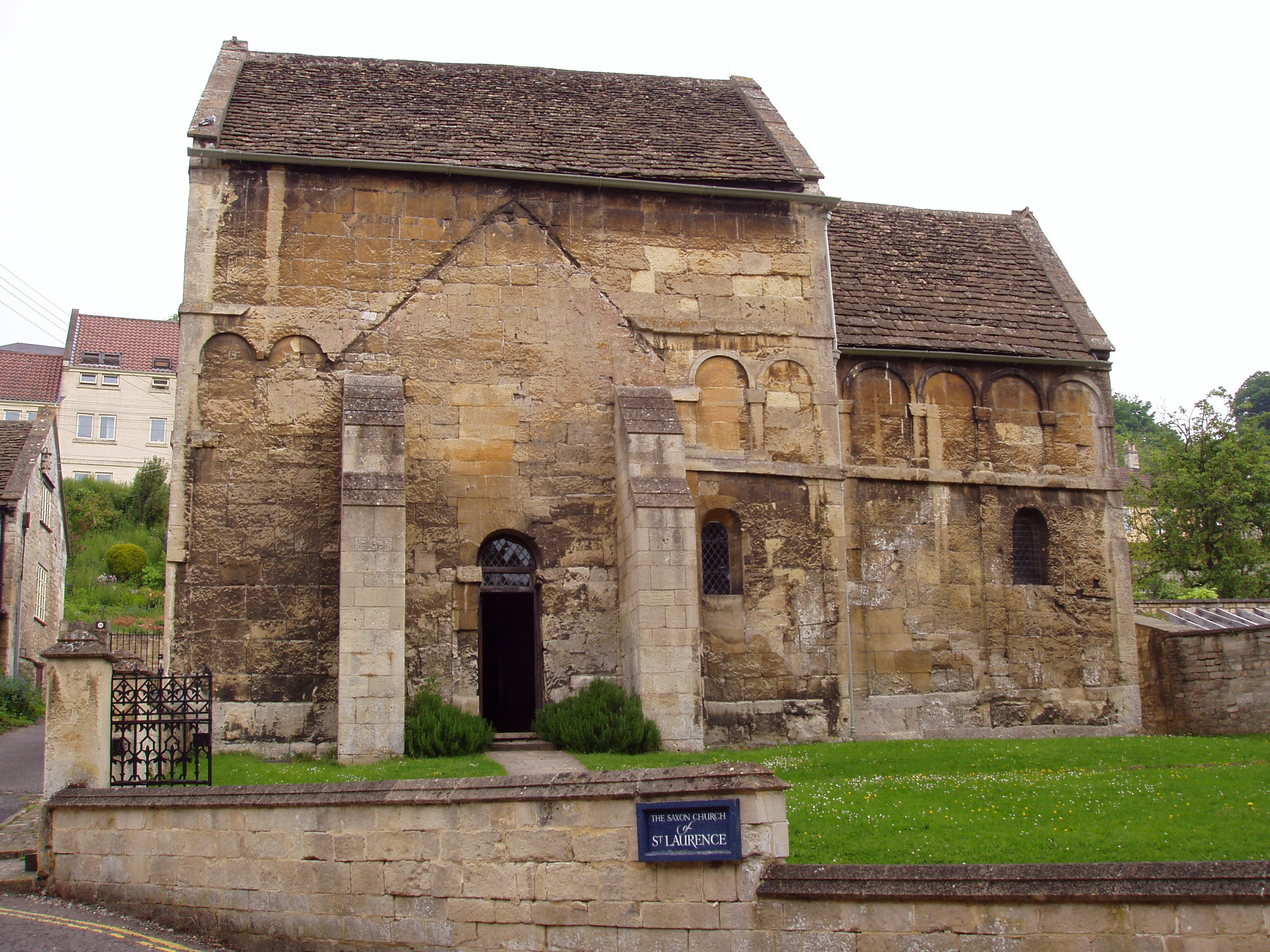
St Laurence's Church, Bradford on Avon, vista desde el sur, 2005.

### ElsigloXI
El siglo XI vio la aparición del arte románico en Inglaterra. Las décadas anteriores a la conquista normanda fueron prósperas para la élite, y hubo una ola de donaciones entre los nobles para construir iglesias: las principales fueron las de Lady Godiva.. Se construyeron varias catedrales en ese momento, incluida la de la abadía de Westminster, aunque se reconstruyeron después de 1066. Es posible que los trabajadores normandos hayan trabajado en el sitio de la Abadía de Westminster, a instancias del arzobispo Robert de Jumièges.
- Iglesia de Greensted, en Essex (1013), con su empalizada en madera de castaño;
- Stow Minster, en Lincolnshire (ca. 1040 avec quelques vestiges de la construction de 975)
- Iglesia de San Benéfico, en Cambridge (ca. 1040)
- Iglesia St Michael en Northgate, à Oxford (ca. 1040)
- Iglesia Saint-Nicolas de Worth (Kent) (entre 950 y 1050)
- Iglesia de la Santísima Virgen en Sompting, en Sussex Occidental (ca. 1050)
- La capilla de Odda en Deerhurst, en Gloucestershire (1056)
- Iglesia daint-Mathieu de Langford, en Oxfordshire (antes en el condado de  Berkshire) (después de 1050)
- La torre de la iglesia Holy Trinity en Colchester, Essex  tiene una torre del siglo XI, anterior a la conquista, construida con escombros romanos[8]
- La torre de St George, Oxford, Oxfordshire (ahora una parte del castillo de Oxford pero posiblemente de fecha de construcción previa a la conquista)

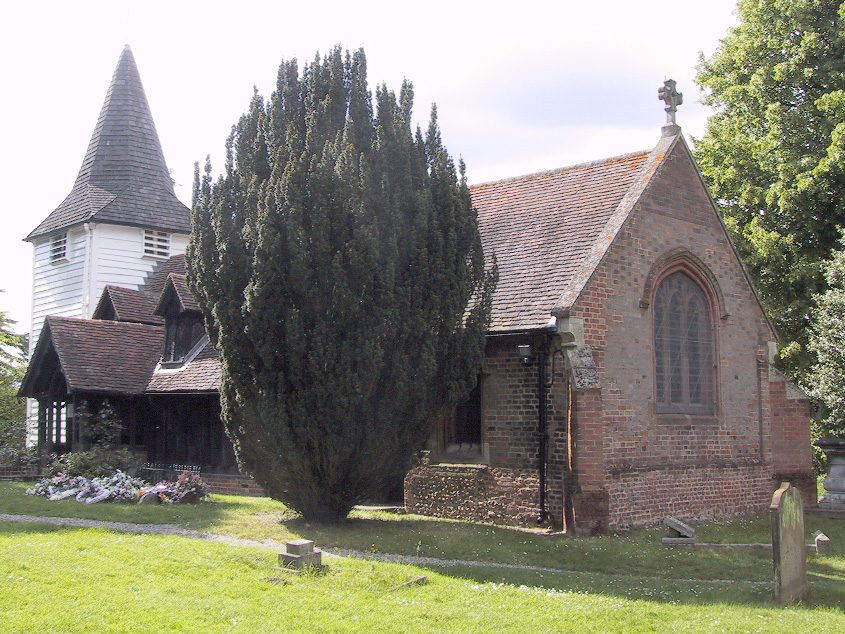
Iglesia de Greensted (Essex),vista sureste
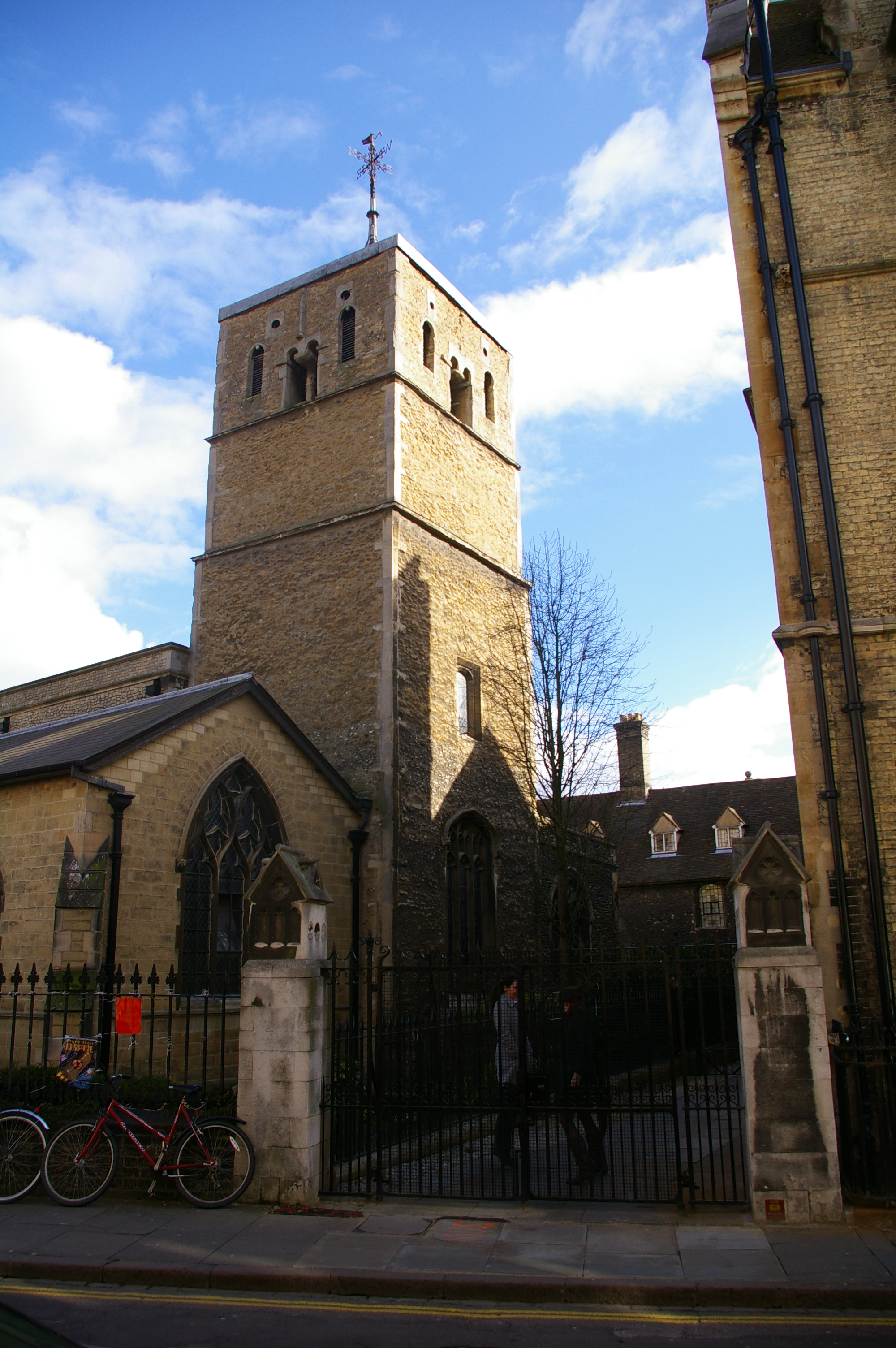
Iglesia de San Benéfico en Cambridge
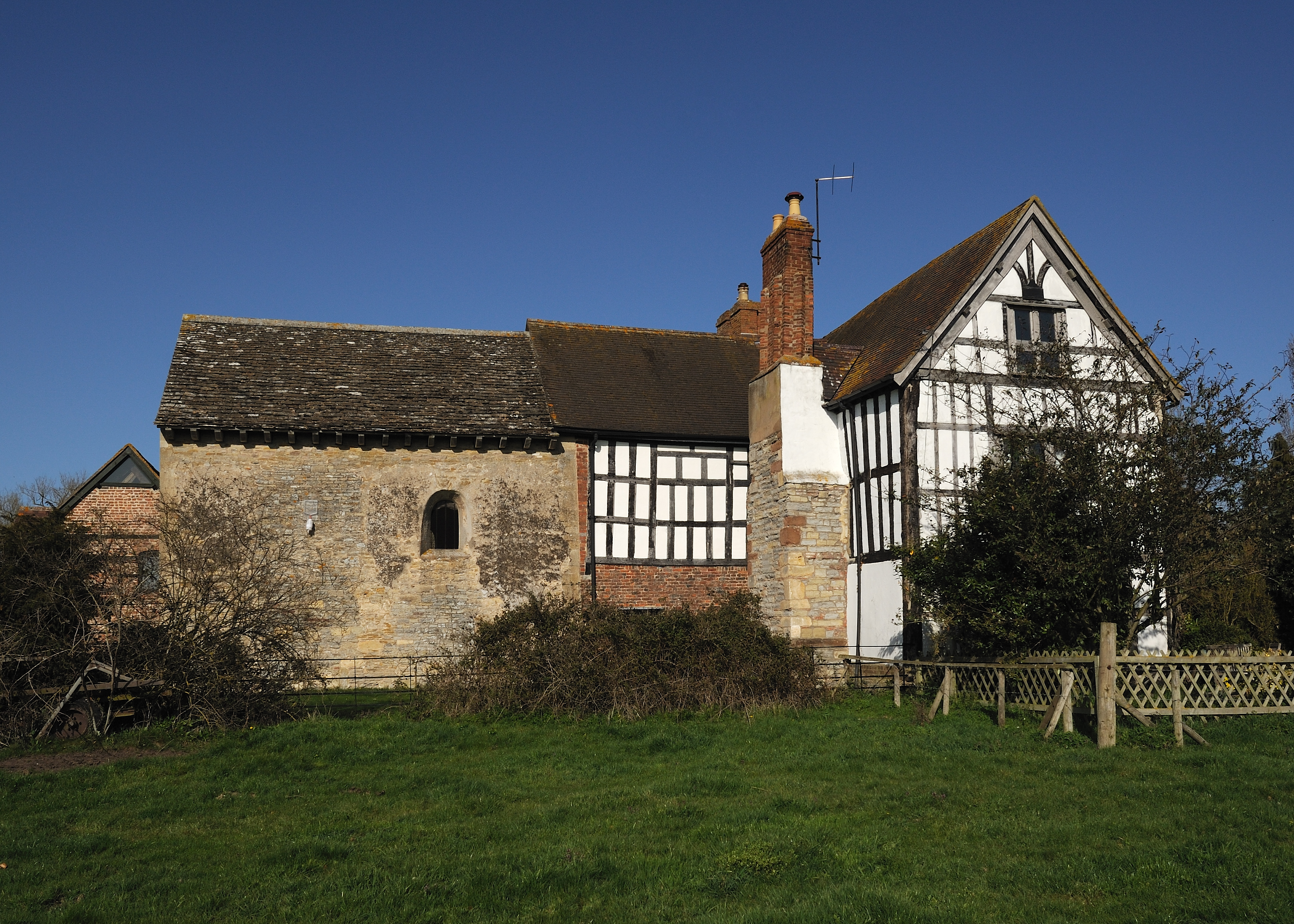
La capilla de Odda en Deerhurst
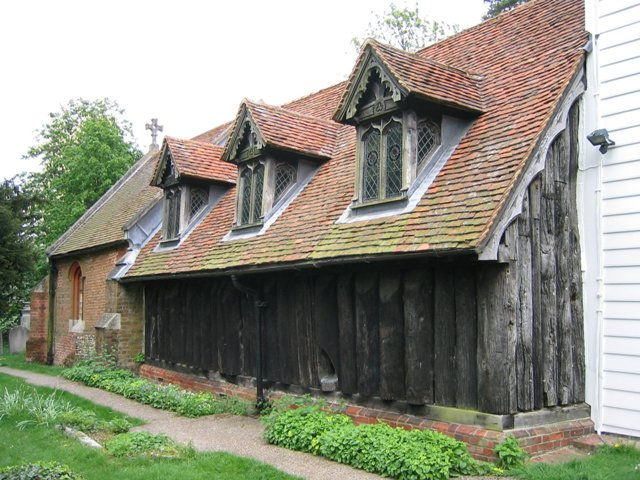
Greensted Church, Essex, con cierre de roble anglosajón.
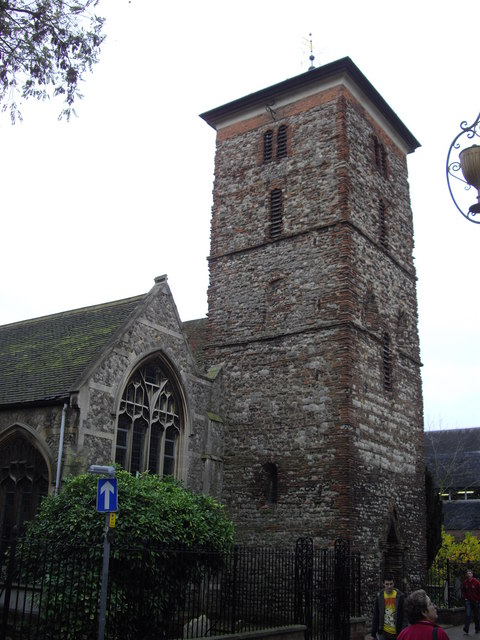
- Holy Trinity Church, Colchester, cuyas torre y puerta occidental son anglosajonas

## Rasgos característicos
Varias iglesias presentan características sajonas, aunque esos motivos se encuentren al principio del período anglo-normando. El historiador de arte H. M. Taylor ha censado 267 iglesias de «estilo sajón». Si bien hasta el comienzo del siglo XX, los historiadores de la arquitectura estimaban que las características románicas de los edificios eran posteriores a la invasión normanda, ahora se sabe que la aparición de esos motivos se remonta a las últimas décadas antes de 1066. Entre los motivos típicos sajones, hay que mencionar:
- cadena de ángulo con sillares alternativamente largos y cortos;
- vitrales geminados triangulares;
- vitrales estrechos de medio punto (a menudo hechas de teja romana);
- Aparejo en espina de pez;
- presencia de un nártex en el oeste.

Rara vez se encuentran todos estos motivos simultáneamente en el mismo edificio. Varias iglesias sajonas primitivas adoptan la planta basílical con un porticus sobresaliente, en el norte y en el sur, lo que le da al conjunto una planta cruciforme. Sin embargo, ni la planta cruciforme de las iglesias, ni el coro con ábside redondeado, retomados de nuevo en otros períodos, son característicos.

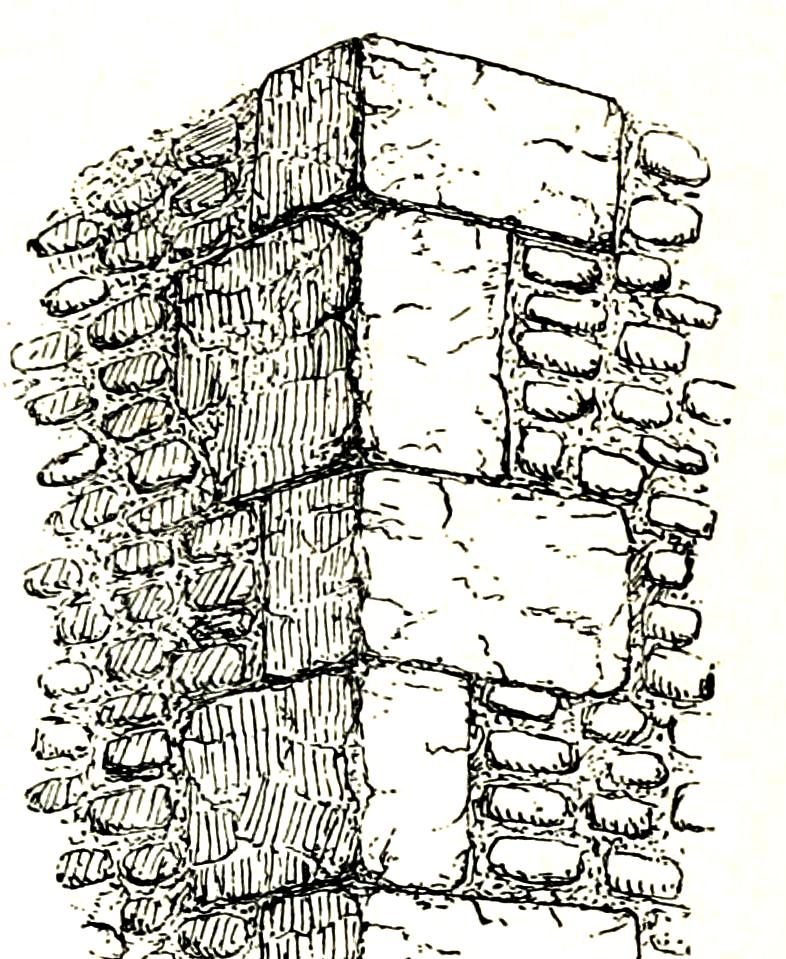
Encadenamiento de esquina del  transepto sur de Stow Minster (Lincolnshire)
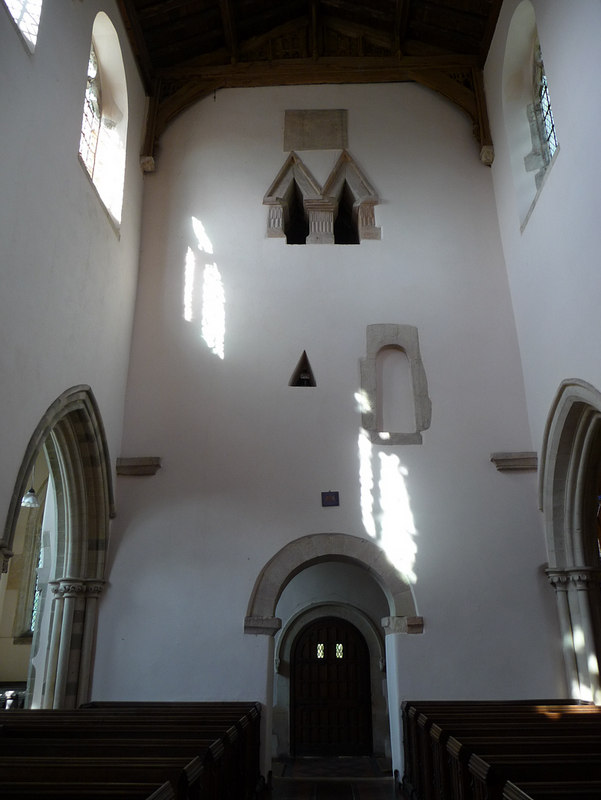
Vanos geminados en arc brisé droit en la iglesia de Santa María en  Deerhurst
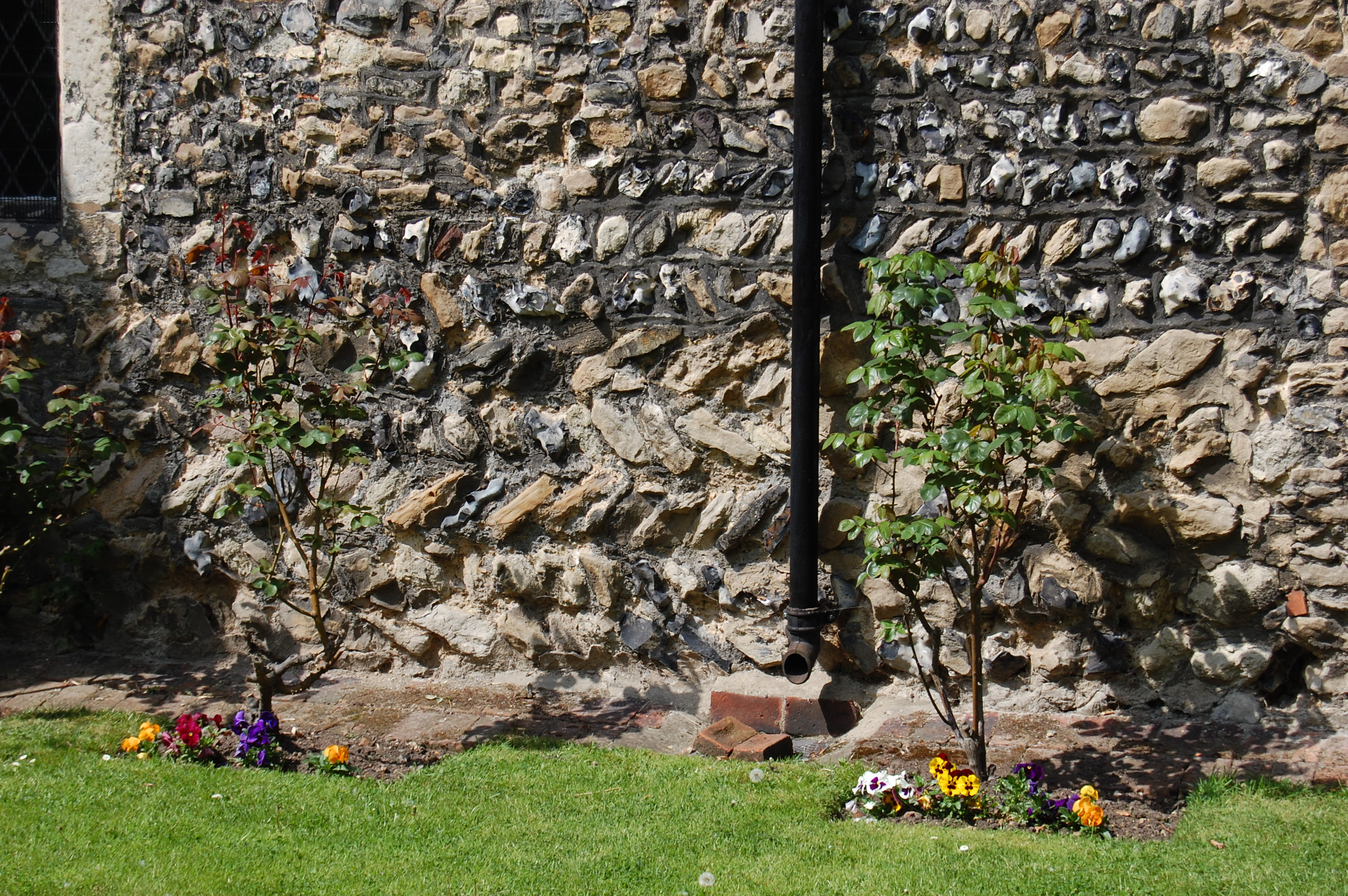
Aparejo en espina de pez  de la iglesia de Corringham (Essex)

## Arquitectura profana
Los edificios profanos anglosajones eran de planta rectangular y estaban montados sobre pilotis, estas estacas eran hincados en el suelo para soportar el contorno del entramado de madera de las particiones sobre las cuales se colocaba el techo de paja. Desdeñando la rehabilitación de las villas romanas, los anglosajones preferieron establecer sus colonias cerca de sus pastizales. En las ciudades hay vestigios de grandes salas colectivas. Casi ningún edificio profano ha sobrevivido, excepto quizás la torre de esquina de York, que se remonta al siglo VII. Durante los siglos  IX y X, los sajones multiplicaron los fuertes (burhs) alrededor de sus localidades para protegerse contra las incursiones vikingas.
A pesar de la indigencia en fuentes relativas a este período, se pueden comparar las técnicas de construcción de Gran Bretaña con las del continente. Muchas de estas chozas semi-enterradas que los arqueólogos germanófonos han descrito como grubenhäuser, han sido descubiertas y excavadas, por ejemplo en Mucking. Además de las cabañas semi-enterradas, las edificaciones de Mucking, que se remontan a la colonización sajona, tienen salas grandes (16 m de largo y 8 m de ancho) con las entradas dispuestas en el medio del lado largo. Se puede visitar una recreación de un pueblo anglosajón en West Stow. Finalmente, algunas iluminaciones proporcionan ilustraciones de la época de esas construcciones, tanto religiosas como profanas.